# Демон (телесериал)
«Демон» (кор. 악귀, Akgwi;  англ. Revenant) — южнокорейский телесериал (дорама) с Ким Тхэри, О Джонсе и Хонгёном. Премьера состоялась 23 июня 2023 года на канале SBS TV. Сериал выходит в эфир каждую пятницу и субботу в 22:00 по корейскому времени. Он также доступен на платформе Disney+ в некоторых регионах.

## Сюжет
Ку Санён работает и учится по ночам, чтобы стать государственным служащим. После получения реликвии от своего умершего отца вокруг нее начинают происходить загадочные смерти, и она обнаруживает, что начинает меняться.

## В ролях

### Основной состав
- Ким Тхэри — Ку Санён (кор. 구산영)[7]
- О Джонсе — Ём Хёсан (кор. 염해상)[7]
- Хонгён[англ.] — Ли Хонсе (кор. 이홍새)[7]

### Второстепенный состав
- Ким Хёсук[англ.] — На Бёнхи[8]
- Пак Чжиён (актриса)[англ.] — Юн Гёнмун

Мать Ку Санён.
- Ким Вонхэ[англ.] — Со Мунчхун

Партнер Ли Хонсэ.
- Ян Хеджи[англ.] — Пэк Семи

Бывшая одноклассница Ку Санён.
- Ли Гюхве[кор.] — Ким Чхивон[11]
- Чин Сонгю[англ.] — Ку Ганмо

Отец Ку Санён.
- Йе Суджон[англ.] — Ким Сокран

Бабушка Ку Санён по отцу.
- Ким Синби — Ким Уджин

Сосед Ём Хэсана.
- Ли Дживон — Юнчон

Бывшая одноклассница Ку Санён.

### Приглашённые актёры
- Ким Сонгю[англ.] — преступник[15]
- Пак Хёджу[англ.] — мать Ём Хэсана[16]
- Ли Джэвон — Ём Джэу

Отец Ём Хэсана.
- О Ёна[англ.] — Чхве Манволь[18]
- Пхё Йеджин[англ.] — инфлюенсер[19]
- Чо Хёнчхоль[англ.] — шаман[20]
- Чхве Гвихва[англ.] — Чхон Ильман[20]
- Кан Гильу — Ём Сонок[21]
- Пак Сои[англ.] — Ли Мокдан[22]
- Сим Дальги[англ.] — Ли Хяни, старшая сестра Ли Мокдан[23]

## Рейтинги
| № серии | Дата показа  | AGB Nielsen  | AGB Nielsen |
| № серии | Дата показа  | Национальный | Сеул        |
| ------- | ------------ | ------------ | ----------- |
| 1       | 23 июня 2023 | 9.9%         | 10.8%       |
| 2       | 24 июня 2023 | 10.0%        | 10.8%       |
| 3       | 30 июня 2023 | 11.0%        | 11.9%       |
| 4       | 1 июля 2023  | 10.0%        | 10.8%       |
| 5       | 7 июля 2023  | 10.8%        | 12.2%       |
| 6       | 8 июля 2023  | 9.5%         | 10.2%       |
| 7       | 14 июля 2023 | 10.6%        | 11.0%       |
| 8       | 15 июля 2023 | 10.4%        | 11.1%       |
| 9       | 21 июля 2023 | 10.3%        | 11.1%       |
| 10      | 22 июля 2023 | 10.9%        | 12.0%       |
| 11      | 28 июля 2023 | 10.3%        | 10.8%       |
| 12      | 29 июля 2023 | 11.2%        | 12.0%       |

## Награды
| Награда            | Категория                                                                        | Номинант(ы) | Результат | Прим.  |
| ------------------ | -------------------------------------------------------------------------------- | ----------- | --------- | ------ |
| Korea Drama Awards | Top Excellence Award (Лучшая мужская роль)                                       | О Джонсе    | Победа    | [ 25 ] |
| SBS Drama Awards   | Гран-при                                                                         | Ким Тхэри   | Победа    | [ 26 ] |
| SBS Drama Awards   | Премия за выдающиеся достижения (Актер мини-сериала/драматического боевика)      | Хонгён      | Победа    | [ 26 ] |
| SBS Drama Awards   | Лучшая роль второго плана в жанре мини-сериала/драматического боевика            | Ким Вонхэ   | Победа    | [ 26 ] |
| SBS Drama Awards   | Лучшая актриса-новичок                                                           | Ян Хеджи    | Победа    | [ 26 ] |
| SBS Drama Awards   | Лучшая юная актриса                                                              | Пак Сои     | Победа    | [ 26 ] |
| SBS Drama Awards   | Лучшее выступление                                                               | Чин Сонгю   | Победа    | [ 26 ] |
| SBS Drama Awards   | Награда за высшее мастерство (Актер в жанре мини-сериала/драматического боевика) | О Джонсе    | Номинация | [ 27 ] |
| SBS Drama Awards   | Награда за высшее мастерство (Актриса мини-сериала/драматического боевика)       | Ким Тхэри   | Номинация | [ 27 ] |
| SBS Drama Awards   | Премия «Похититель сцен»                                                         | Сим Дальги  | Номинация | [ 28 ] |